# حيدائيات
الحيدائيات (الاسم العلمي: Ovulidae) وتُعرف بالاسم الشائع أشباه البقريات أو بقريات كاذبة، فصيلة حيوانات بحرية من الرخويات بطنيات القدم. تتكون من قواقع بحرية صغيرة وكبيرة وطفيلية.